# Hymne à Vénus (Magnard)
L'Hymne à Vénus est une pièce pour orchestre d'Albéric Magnard, composée en 1903-1904. 

## Présentation
L'Hymne à Vénus est dédié à Julia Magnard (1873-1940), l'épouse du compositeur. La partition, écrite entre décembre 1903 et avril 1904, est créée le 4 décembre 1904 à Nancy, à la salle Poirel, dans le cadre des concerts du Conservatoire de Nancy, l'orchestre étant placé sous la direction de Guy Ropartz.
La durée moyenne d'exécution de l’œuvre est de quatorze minutes environ.

## Analyse
L’œuvre, en mi bémol majeur, qualifiée de « puissante, à la fois tendre et passionnée, sereine et rayonnante » par Pierre Carrive, est construite sous la forme d'un grand lied varié, selon Gaston Carraud, et structurée autour de deux éléments qui se complètent : « L'amour féminin, idée principale et principe idéal, enveloppe de ses gracieuses métamorphoses l'amour masculin, trouble, véhément, idée seconde, et principe actif : celui-ci, plus constant en sa manifestation, s'apaise, s'élargit et finalement s'absorbe dans l'harmonie « triomphale » de la tendresse et de la passion satisfaites. »
Pour Harry Halbreich, cette « page lyrique et poétique » dépeint avec justesse les « réalités de la vie amoureuse ». Constatant qu'elle débute hors de sa tonalité principale (le but à atteindre), il rattache la forme de l’œuvre à la triade grecque classique (strophe, antistrophe, épode), « avec deux parties de structure semblable mais de plan tonal différent,  chacune en quatre sections, suivie d'une troisième partie plus brève et de deux sections seulement ». Le travail thématique est rapproché des indications portées sur la partition : Pur, Déchaîné, Languissant, Largement défilent ainsi, et en fin de coda culmine un Triomphal, « expression d'une euphorie rayonnante, couronnant l'une des pages les plus détendues de Magnard ». 

## Orchestration
| Instrumentation de l'Hymne à Vénus op. 17                                                                |
| Cordes                                                                                                   |
| premiers violons, seconds violons, altos, violoncelles, contrebasses, 1 harpe                            |
| Bois |
| 1 piccolo, 2 flûtes, 2 hautbois, 1 cor anglais, 2 clarinettes en si bémol, 1 clarinette basse, 2 bassons |
| Cuivres                                                                                                  |
| 4 cors en fa, 3 trompettes en ut, 3 trombones                                                            |
| Percussions                                                                                              |
| timbales                                                                                                 |

## Discographie
- Albéric Magnard, Hymne à la Justice, op. 14, Suite dans le style ancien, op. 2, Chant funèbre, op. 9, Ouverture, op. 10, Hymne à Vénus, op. 17 ; Orchestre philharmonique du Luxembourg, Mark Stringer (dir.), Timpani 1C1067, 2002 (réédition 1C1171, 2009).
- Albéric Magnard, Orchestral Works, Philharmonisches Orchester Freiburg, Fabrice Bollon (dir.), Naxos 8.574084, 2020.